# Everard Bartlett
Pour les articles homonymes, voir Bartlett.
Everard Bartlett, né le 6 février 1986, à Hastings, en Nouvelle-Zélande, est un joueur néo-zélandais de basket-ball. Il évolue aux postes de meneur et d'arrière.

## Palmarès
- Finaliste du championnat d'Océanie 2013